# Stile Libero (Einaudi)
Stile Libero è una collana edita dalla casa editrice Einaudi.
La collana è nata nel 1996, anno in cui il libro Fuori tutti di Carlo Antonelli, Marco Delogu e Fabio De Luca è stato ascritto per primo alla serie. Gli ideatori di questa nuova realtà editoriale sono stati Severino Cesari e Paolo Repetti, entrambi specialisti di questo settore, che la usarono per poter sperimentare e scoprire forme e generi letterari inusuali, unendo innovazione di forme e contenuti e tradizione editoriale di casa Einaudi.
Nell'impostazione della collana svolge un ruolo importante l'attenzione costante al mercato. Infatti, ai tempi della sua creazione, l'analisi del segmento dei lettori einaudiani mostrava palesemente la lacuna di un pubblico aperto alle innovazioni in campo letterario. La casa madre, proprio per questo, decide di puntare su nuovi fronti, inesplorati e d'avanguardia, ma che allo stesso tempo non si distacchino eccessivamente dai propri standard. Ciò permette di definire “Stile libero” una collana capace di sperimentare, di intraprendere cammini inusuali, ma al tempo stesso, di inserire in catalogo elementi validi e degni del nome torinese, conferendo così alla collana trasversalità nell'offerta culturale, la quale, se da un lato può sembrare che contenga stonature nell'insieme, dall'altro arricchisce la collana che sembra trarne una forte energia.

## Denominazione
La denominazione "Stile libero" rispecchia pienamente la natura del progetto sotteso, stabilendo un rapporto di mimesi con il programma che si prefigge, come ben dimostra la scelta degli elementi che compongono la denominazione stessa. Il primo, “Stile”, a voler garantire la continuità con gli standard einaudiani. La casa editrice Einaudi, infatti, ha sempre spiccato per il forte impegno civile ed intellettuale e l'eleganza del catalogo, grazie anche alla collaborazione di protagonisti quali Cesare Pavese, Elio Vittorini e Italo Calvino. 
Il secondo elemento, “libero”, indica la libertà e la possibilità di non avere limiti, freni o nessun tipo di pregiudizio. Si sintetizza in questo modo la natura stessa della collana che gode della piena libertà di poter fare letteratura secondo canoni nuovi e inusuali, per poter far diventare “libro - così come dice il motto - tutto ciò che libro non è”.

## L'interesse per la cultura giovanile
Un punto di forza della collana è l'interesse per la cultura giovanile. La casa editrice Einaudi, a metà degli anni novanta infatti, aveva commissionato un'indagine di mercato per stabilire quali erano i propri punti di forza e in quale campo potesse ancora migliorare. Tale ricerca ha mostrato l'assenza, all'interno del segmento dei lettori einaudiani, delle nuove generazioni e "Stile libero" si è dimostrata ben presto la risposta adeguata per sopperire a questa carenza.
L'interesse per la cultura giovanile è un aspetto che si è rivelato vantaggioso su più fronti. Infatti "Stile libero" ha anche dato grandi possibilità e visibilità a scrittori giovani come Carlo Lucarelli e Niccolò Ammaniti che si sono rivelati gli autori di punta della collana. Essa presenta un catalogo ricco che comprende molta letteratura, italiana e straniera, di generi eterogenei e, soprattutto, molta narrativa frutto dell'inventiva di «una pattuglia di giovani molto ben agguerrita». Infine, i direttori, Cesari e Repetti, tanto giovani quanto esperti del settore, hanno colto e assecondato il cambiamento, puntando sulle moderne leve del settore editoriale.

## La struttura
La collana si è evoluta velocemente, sino diventare oggi un'area autonoma all'interno della casa madre, per cui escono oltre sessanta novità all'anno. "Stile libero" mostra una struttura complessa, organizzata in sotto-collane, cioè sezioni che raccolgono opere che presentano tratti comuni. Questa suddivisione è giustificata dalla netta separazione dei generi letterari e dei supporti utilizzati per la presentazione delle pubblicazioni. Inoltre, la ricchezza e la complessità della produzione editoriale della collana le hanno conferito un'identità propria all'interno della casa editrice Einaudi, permettendole di acquistare sempre maggiore autonomia.
La suddivisione, oltre a essere un'ottima dimostrazione di organizzazione e chiarezza, è la prova concreta del carattere sperimentale di "Stile libero". Essa infatti, aprendo le porte a ogni genere e forma letteraria, ritrova al suo interno un'offerta talmente eterogenea che potrebbe lasciare confusi. La suddivisione, invece, permette l'identificazione immediata, se non dell'opera, almeno del genere a cui essa appartiene. Inoltre, variare gli inserimenti, insieme alla volontà di sperimentare e intraprendere strade nuove, implica scelte coraggiose e, proprio perché "Stile libero" non pone vincoli tradizionali, le sotto-collane soddisfano la necessità di dettare un ordine al proprio interno, mantenendo una vastissima offerta culturale.
Le sotto-collane sono:
- “Stile libero big”
- “Stile libero noir”
- “Stile libero extra”
- “Stile libero video”
- “Stile libero inside”

## Titoli
1996
- William Gibson, Tom Maddox, Richard Kadrey, Tim Ferret, Paul Di Filippo, Pat Cadigan, Richard Calder, Bruce Sterling, Michael Swanwick, Rudy Rucker, George Alec Effinger, Cuori elettrici
- Roberto Benigni, E l'alluce fu
- Joseph O'Connor, I veri credenti
- AA.VV., Battuti & Beati
- Norman X, Monique Z, Norman e Monique
- Carlo Antonelli, Marco Delogu, Fabio De Luca, Fuori tutti
- Niccolò Ammaniti, Luisa Brancaccio, Alda Teodorani, Aldo Nove, Daniele Luttazzi, Andrea G. Pinketts, Massimiliano Governi, Matteo Curtoni, Matteo Galiazzo, Stefano Massaron, Paolo Caredda, Gioventù cannibale

1997
- Dario Fo, Manuale minimo dell'attore
- Vincenzo Cerami, Fattacci
- William S. Burroughs, Ramsey Campbell, Alan Moore, D. M. Mitchell, Grant Morrison, Adèle Olivia Gladwell, Michael Gira, Peter Smith, James G. Ballard, D. F. Lewis, Robert M. Price, Don Webb, David Conway, Saggezza stellare
- Dennis Cooper, Frisk
- Andrea Pazienza, Paz
- Simona Vinci, Dei bambini non si sa niente
- Yu Hua, Torture
- Stas´ Gawronski, Guida al volontariato

1998
- Tommaso Labranca, Chaltron Hescon
- Antonio Ricci, Striscia la tivù
- Magnus, Lo sconosciuto
- AA.VV., Quello che ho da dirvi
- Dario Fo, Marino libero! Marino è innocente!
- Antonio Albanese, Michele Serra, Enzo Santin, Giù al Nord
- Fernando Acitelli, La solitudine dell'ala destra
- Elena Stancanelli, Benzina
- Mario Vargas Llosa, Lettere a un aspirante romanziere
- Roberto Benigni, Vincenzo Cerami, La vita è bella
- Joseph O'Connor, Cowboys & Indians
- Gordon Legge, James Meek, Paul Reekie, Laura Hird, Irvine Welsh, Alan Warner, Acidi scozzesi
- Elémire Zolla, Il dio dell'ebbrezza. Antologia dei moderni dionisiaci
- Stefano Bartezzaghi, Sfiga all'OK Corral

1999
- Dario Fo, Lu santo jullàre Françesco
- Roberto De Simone, La gatta cenerentola
- John Lennon, Vero amore
- Joseph Moncure March, The Wild Party
- Vincenzo Cerami, Canti di scena
- Carlo Lucarelli, Mistero in blu
- Nathan Englander, Per alleviare insopportabili impulsi
- Alexander Stuart, Zona di guerra
- Frederic Raphael, Eyes Wide Open
- Richard Brautigan, 102 racconti zen
- Virginie Despentes, Scopami
- Feridun Zaimoglu, Schiuma
- Roberto Benigni, Vincenzo Cerami, La vita è bella
- Marco Paolini, Vajont 9 ottobre '63
- AA.VV., Beat & Be bop
- Carlo Boccadoro, Musica coelestis
- Roberto Vacca, Consigli a un giovane manager
- Simona Vinci, In tutti i sensi come l'amore
- Lorenzo Mattotti, Claudio Piersanti, Stigmate
- Giulio Mozzi, Fantasmi e fughe
- Nora K., Vittorio Hösle, Aristotele e il dinosauro

2000
- Antonio Pascale, Giosuè Calaciura, Antonio Franchini, Evelina Santangelo, Gaetano Cappelli, Maurizio Braucci, Livio Romano, Francesco Piccolo, Diego De Silva, Davide Morganti, Disertori
- Vincenzo Cerami, Silvia Ziche, Olimpo S.p.A.
- Aldo Nove, Amore mio infinito
- Marco Paolini, Bestiario italiano
- Paolo Nori, Spinoza
- Eduardo De Filippo, Natale in casa Cupiello
- Cornell Woolrich, Appuntamenti in nero
- Denis Johnson, Jesus' Son
- Christine Angot, L'incesto
- Moni Ovadia, L'ebreo che ride
- Antonio Ricci, Striscia la tivù (con videocassetta)
- Rex Miller, Slob
- Vincent Messina, Wim Wenders, Buena Vista Social Club
- Paolo Landi, Manuale per l'allevamento del piccolo consumatore
- Nico Orengo, Spiaggia, sdraio e solleone
- Massimiliano Governi, L'uomo che brucia
- Syusy Blady, Patrizio Roversi, Quel poco che abbiamo capito del mondo facendo i Turisti per caso
- Carlo Lucarelli, Guernica
- Francesco Adinolfi, Mondo exotica
- Paolo Nori, Bassotuba non c'è
- Moni Ovadia, Mara Cantoni, Ballata di fine millennio
- AA.VV., Muhammad Ali. Quando eravamo re
- Pedro Almodóvar, Tutto su mia madre
- Tiziano Scarpa, Cos'è questo fracasso?
- Sandro Onofri, Registro di classe
- Pierfrancesco Pacoda, Hip Hop italiano
- Luther Blissett, Totò, Peppino e la guerra psichica 2.0
- Maggie Estep, Diario di un'idiota emotiva
- Vincenzo Mollica, Fellini: parole e disegni
- Fabrizio De André, Parole e canzoni

2001
- Lucio Dalla, Parole e canzoni
- Martyn Bedford, Black Cat
- Dario Fo, Lezioni di teatro
- Marco Paolini, Daniele Del Giudice, I-TIGI Canto per Ustica
- Paolo Nori, Grandi ustionati
- Jean-Michel Frodon, Conversazione con Woody Allen
- George Saunders, Pastoralia
- James M. Cain, Mildred Pierce
- Jonathan Rosen, Il Talmud e Internet
- Kenneth Fearing, Il grande orologio
- Groucho Marx, O quest'uomo è morto, o il mio orologio si è fermato
- Osvaldo Soriano, Ribelli, sognatori, fuggitivi
- Mian Mian, Nove oggetti di desiderio
- Ivano Fossati, Carte da decifrare
- Valentina Orengo, Silvia L. Positano, Singles
- Carlo Lucarelli, Lupo mannaro
- Nicholas Blincoe, Acidi accidentali
- Altan, Anni frolli
- Carlo Lucarelli, L'isola dell'angelo caduto
- Paolo Nori, Diavoli
- Flannery O'Connor, Sola a presidiare la fortezza
- Antonio Canu, Lettera a mia figlia sulla Terra
- Elena Stancanelli, Le attrici
- AA.VV., I corti
- Livio Romano, Mistandivò
- Tobias Wolff, Proprio quella notte
- Jim Thompson, Bad Boy
- Yamamoto Tsunetomo, Jim Jarmusch, Ghost Dog
- Lia Celi, Salvare le modifiche prima di chiudere?
- T. Coraghessan Boyle, Se il fiume fosse whisky
- Patrick Raynal, Cercando Sam
- AA.VV., Totò, Peppino e... (ho detto tutto)
- Antonio Pascale, La città distratta
- Niccolò Ammaniti, Io non ho paura

2002
- DBC Pierre, Vernon God Little
- Giulio Mozzi, Giuseppe Caliceti, È da tanto che volevo dirti
- Jonathan Latimer, La dama della Morgue
- Patrick Symmes, Sulle orme del Che
- Roberto Vecchioni, Parole e canzoni
- James Crumley, La terra della menzogna
- Gigi Proietti, Gigi Proietti Show
- Cesare Zavattini, io
- Giancarlo De Cataldo, Romanzo criminale
- Carlo Goldoni, Arlecchino servitore di due padroni
- Guido Blumir, Marihuana
- Sandro Onofri, Cose che succedono
- Aimee Bender, Grida il mio nome
- Martino Ragusa, Patrizio Roversi, Le più belle del mondo
- Carlo Lucarelli, Falange armata
- Jean-Patrick Manchette, Piccolo blues
- Tobias Wolff, Il colpevole
- Stan Lee, Spider-Man
- ellekappa, Le nostre idee non moriranno quasi mai
- Sergio Staino, Adriano Sofri, Racconto di Natale
- Carlo Lucarelli, Misteri d'Italia
- Gene Gnocchi, Sai che la Ventura dal vivo è quasi il doppio?
- Jonathan Ames, Io e Henry
- Giorgio Gaber, Parole e canzoni
- Dario Fo, Mistero buffo (libro e due videocassette)
- Vincenzo Cerami, Silvia Ziche, Olimpo S.p.A. Caccia grossa
- Marco Paolini, I cani del gas
- Milo Manara, Pin-up art
- Eduardo De Filippo, Filumena Marturano
- Tommaso Pincio, Un amore dell'altro mondo
- Tim Parks, Questa pazza fede
- Lorenzo Mattotti, Jerry Kramsky, Jekyll & Hyde
- Wu Ming, 54
- Douglas E. Winter, Corri!
- Valerio Evangelisti, Black Flag
- Nicoletta Vallorani, Eva
- Paolo Nori, Si chiama Francesca, questo romanzo
- Fabrizio De André, La buona novella
- Edward Bunker, Educazione di una canaglia

2003
- Paolo Conte, Parole e canzoni
- Paolo Crepet, Voi, noi
- Valerio Evangelisti, Metallo urlante
- Sabina Guzzanti, Il diario di Sabna Guzz
- Anthony Bozza, Eminem
- Christopher Cook, Robbers
- Lorenzo Mattotti, Jorge Zentner, Il rumore della brina
- Joseph O'Connor, Quell'incredibile inverno del '75
- Norman Mailer, Perché siamo in guerra?
- Eraldo Baldini, Bambini, ragni e altri predatori
- Clemente Tafuri, Caino Lanferti
- Elmore Leonard, Tishomingo Blues
- Valerio Magrelli, Nel condominio di carne
- Vittorio Foa, La memoria è lunga
- Dario Fo, Johan Padan a la descoverta de le Americhe
- Fabio Fazio, Il giorno delle zucche
- Jean-Patrick Manchette, Un mucchio di cadaveri
- Wu Ming, Giap!
- Nazzareno Zambotti, Perché non sono diventato un serial killer
- Francesca Ghermandi, Pasticca
- Sergio Staino, Fino all'ultima mela
- Sergio Staino, Adriano Sofri, Isabella Staino, Gli angeli del cortile
- Vincenzo Mollica, Strip strip hurrà!
- Michel Faber, Il petalo cremisi e il bianco
- Abraham B. Yehoshua, Il lettore allo specchio
- Emanuele Trevi, I cani del nulla
- Tobias Wolff, Un vero bugiardo
- Marco Paolini, Questo radichio non si toca
- Irina Denezkina, Dammi!
- Adam Haslett, Il principio del dolore
- Alda Merini, Più bella della poesia è stata la mia vita
- Loriano Macchiavelli, Ombre sotto i portici
- Giovanni Bianconi, Mi dichiaro prigioniero politico
- Ivano Fossati, Carte da decifrare
- Altan, Banane
- Alessandro Baricco, Roberto Tarasco, Gabriele Vacis, Totem. L'ultima tournée
- Vitaliano Trevisan, Un mondo meraviglioso
- Edward Bunker, Little Boy Blue
- Pedro Almodóvar, Parla con lei
- Daniil Charms, Disastri
- Barry Gifford, Port Tropique

2004
- Ian Buruma, Avishai Margalit, Occidentalismo
- John Fante, La confraternita dell'uva
- Luca Di Fulvio, L'impagliatore
- Carlo Lucarelli, La mattanza
- David Foster Wallace, Oblio
- Wu Ming 1, New Thing
- James Crumley, L'ultimo vero bacio
- Francesco De Gregori, Parole e canzoni
- AA.VV., La notte dei blogger
- Joe R. Lansdale, Rumble Tumble
- Marco Paolini, Teatro civico
- Ray French, Tutto questo è mio
- Pedro Almodóvar, La mala educación
- Edward Bunker, Come una bestia feroce
- Joe R. Lansdale, Il mambo degli orsi
- Elio e le Storie Tese, Animali spiaccicati
- Pete Dexter, Train
- Art Spiegelman, L'Ombra delle Torri
- Rachel Trezise, La mia pelle sporca
- Giampaolo Simi, Il corpo dell'inglese
- Niccolò Ammaniti, Daniele Brolli, Davide Fabbri, Fa un po' male
- Michel Faber, Sotto la pelle
- Pedro Almodóvar, Patty Diphusa e altre storie
- Elmore Leonard, Il grande salto
- Riccardo Falcinelli, Marta Poggi, Grafogrifo
- Loriano Macchiavelli, Le piste dell'attentato
- AA.VV., Ragazze che dovresti conoscere
- Syusy Blady, Tango inesorabile
- Jean-Patrick Manchette, Piovono morti
- Girolamo De Michele, Tre uomini paradossali
- Ernesto Assante, Gino Castaldo, Blues, Jazz, Rock, Pop
- Y. B., Allah superstar
- Le Iene, Le interviste doppie
- Jenny Siler, Shot
- Alessandra C, Skill
- AA.VV., Cosa succede a un sogno
- Franco Battiato, Parole e canzoni
- Wu Ming 2, Guerra agli umani
- John Fante, Sogni di Bunker Hill
- Joe R. Lansdale, La sottile linea scura
- Jean-Claude Derey, Toubab or not toubab
- Paul Berman, Terrore e liberalismo
- Carlo Lucarelli, Nuovi misteri d'Italia
- Max Tortora, A quest'ora... riposeno
- Simona Vinci, Brother and Sister
- Bella Bathurst, Così speciali
- Gianni Amelio, Il vizio del cinema
- Edward Bunker, Animal Factory
- Vitaliano Trevisan, Shorts
- Giorgio Gaber, Sandro Luporini, Questi assurdi spostamenti del cuore
- Jean-Patrick Manchette, Posizione di tiro
- John Fante, Chiedi alla polvere
- Joe R. Lansdale, La notte del drive-in
- Aldo Nove, La più grande balena morta della lombardia
- Nicoletta Vallorani, Visto dal cielo
- Carlo Bonini, Guantanamo
- Eraldo Baldini, Nebbia e cenere

2005
- Russell Banks, L'angelo sul tetto
- Mary Roach, Stecchiti
- Paolo Crepet, I figli non crescono più
- Michel Faber, Natale in Silver Street
- Moni Ovadia, Oylem Goylem
- Thomas Pynchon, L'incanto del lotto 49
- James Crumley, Una vera follia
- Joe R. Lansdale, Capitani oltraggiosi
- Margherita F., Guide pratiche per adolescenti introversi
- Clemente Tafuri, La caduta
- Aureliano Amadei, Francesco Trento, Venti sigarette a Nassirya
- Richard Marinick, Bravi ragazzi
- Will Eisner, Il complotto
- Helen Walsh, Senza pudore
- Giancarlo De Cataldo, Teneri assassini
- Guglielmo Pispisa, Città Perfetta
- John Fante, La strada per Los Angeles
- Elmore Leonard, Cat Chaser
- Claudio Baglioni, Parole e canzoni
- Hannah Tinti, Animal Crackers
- Nicholas Blincoe, Tacchi alti
- Tobias Wolff, Quell'anno a scuola
- Julie Myerson, Può sempre succedere
- Gian Carlo Fusco, Duri a Marsiglia
- Girolamo De Michele, Scirocco
- Niccolò Ammaniti, Antonio Manzini, Andrea Camilleri, Massimo Carlotto, Sandrone Dazieri, Diego De Silva, Giorgio Faletti, Marcello Fois, Carlo Lucarelli, Giancarlo De Cataldo, Crimini
- Pete Dexter, Il cuore nero di Paris Trout
- Babette Factory, 2005 dopo Cristo
- Letizia Muratori, Tu non c'entri
- Enzo Jannacci, Parole e canzoni
- Wu Ming, Vitaliano Ravagli, Asce di guerra
- J.J. Connolly, L'ultima partita
- Stefano Disegni, Telescherno
- Tommaso Pincio, La ragazza che non era lei
- Marco Paolini, Gli Album di Marco Paolini. Volume 1
- Joe R. Lansdale, Tramonto e polvere
- Antonio Albanese, Piero Guerrera, Cchiù pilu pe' tutti
- Silvia Ballestra, Tutto su mia nonna
- Liu Yichang, Un incontro
- Ayaan Hirsi Ali, Non sottomessa
- Stuart M. Kaminsky, Assassinio sul sentiero dorato
- Marco Paolini, Gli Album di Marco Paolini
- Niccolò Ammaniti, Michel Faber, Antonio Skármeta, Juan Manuel de Prada, Aris Fioretos, Alèxandros Assonitis, Lena Divani, Feride Cicekoglu, Yasmina Khadra, Pavel Kohout, Arthur Japin, Ingo Schulze, Etgar Keret, Ghiorgos Skourtis, Il mio nome è nessuno
- John Fante, Aspetta primavera, Bandini
- Claudio Bisio, I bambini sono di sinistra
- Elmore Leonard, Mr Paradise
- Ginu Kamani, Junglee girl
- Matthew Sharpe, Gli Schwartz
- Moni Ovadia, Contro l'idolatria
- Deborah Gambetta, Il silenzio che viene alla fine
- Laura Kipnis, Contro l'amore
- Antonio Pascale, Passa la bellezza
- Michel Faber, A voce nuda
- Jean-Patrick Manchette, Pazza da uccidere
- Bai Xianyong, Il maestro della notte
- Loriano Macchiavelli, Sui colli all'alba
- Steve Monroe, Chicago, 1957
- Stefano Massaron, Ruggine
- Vincenzo Mollica, Pratt & Corto
- Edward Bunker, Cane mangia cane
- George Saunders, Il declino delle guerre civili americane
- George Higgins, Gli amici di Eddie Coyle

2006
- Max Brooks, Manuale per sopravvivere agli zombi
- AA.VV., La sposa cadavere di Tim Burton
- Edward Bunker, Stark
- Paolo Crepet, Sull'amore
- Lello Arena, Enzo Decaro, Massimo Troisi, La smorfia
- Giancarlo De Cataldo, Michele Placido, Romanzo criminale
- Clifford Chase, Winkie
- Michel Faber, I gemelli Fahrenheit
- AA.VV., C'era una volta un re... ma morì
- Mary Roach, Spettri
- Elmore Leonard, Hot Kid
- Antonio Albanese, Personaggi
- Eraldo Baldini, Giuseppe Bellosi, Halloween
- Jacky Law, Big Pharma
- Vinicio Capossela, Parole e canzoni
- Michael Gregorio, Critica della ragion criminale
- Nizar Sassi, Prigioniero 325, Delta Camp
- Niccolò Ammaniti, Branchie
- Alessandro Cannevale, Massimo Carloni, Sergio Sottani, Backstage
- David Foster Wallace, Infinite Jest
- Joe R. Lansdale, Una stagione selvaggia
- Giuseppe Sottile, Nostra Signora della Necessità
- DBC Pierre, Ludmila in fuga
- Aldo Nove, Superwoobinda
- Lorenzo Mattotti, Lettere da un tempo lontano
- Joe Gores, Hammett
- Uzodinma Iweala, Bestie senza una patria
- Andrea Piva, Apocalisse da camera
- Marco Philopat, Costretti a sanguinare
- Joe R. Lansdale, In un tempo freddo e oscuro
- Remo Remotti, Diario segreto di un sopravvissuto
- Grace Metalious, Peyton Place
- David Foster Wallace, Considera l'aragosta
- Giovanni Mastrangelo, Henry
- Eraldo Baldini, Come il lupo
- Jeremy Leggett, Fine corsa
- Kenneth J. Harvey, La città che dimenticò di respirare
- Fred Vargas, L'uomo a rovescio
- Aldo Nove, Mi chiamo Roberta, ho 40 anni, guadagno 250 euro al mese
- Ascanio Celestini, Scemo di guerra
- Suzanne Phillips, Storia di Chloe
- Daniele Cernilli, Memorie di un assaggiatore di vini
- Paolo Crepet, Non siamo capaci di ascoltarli
- Tim Burton, Morte malinconica del bambino Ostrica
- Vasco Rossi, Parole e canzoni
- John Fante, Dago Red
- Fred Vargas, Io sono il Tenebroso
- Loriano Macchiavelli, Cos'è accaduto alla signora perbene?
- Yan Lianke, Servire il popolo
- Allan Guthrie, La spaccatura
- Carlo Bonini, Giuseppe D'Avanzo, Il mercato della paura
- Joseph Wambaugh, I ragazzi del coro
- Adam Langer, I giorni felici di California Avenue
- Pedro Almodóvar, Volver
- Roberto Benigni, Vincenzo Cerami, La tigre e la neve
- Elmore Leonard, Quando le donne aprono le danze
- Fred Vargas, Parti in fretta e non tornare
- Sandrone Dazieri, La cura del gorilla
- Simona Vinci, Stanza 411
- Wataya Risa, Install
- Alessandra Di Pietro, Paola Tavella, Madri selvagge
- Jean-Patrick Manchette, Nada
- Miklós Vámos, Il Libro dei Padri
- Aminata Fofana, La luna che mi seguiva
- Jason Goodwin, L'albero dei giannizzeri
- Sang Ye, China Candid
- Fred Vargas, Chi è morto alzi la mano
- Loriano Macchiavelli, Fiori alla memoria
- Tom Bissell, Dio vive a San Pietroburgo
- Giancarlo De Cataldo, Nero come il cuore
- Jean-Patrick Manchette, Il caso N'Gustro

2007
- Simona Vinci, Strada Provinciale Tre
- Nancy Horan, Mio amato Frank
- Elmore Leonard, Freaky Deaky
- Francesco Guccini, Parole e canzoni
- Enrico Alleva, La mente animale
- Jason Goodwin, Il serpente di pietra
- Edward St Aubyn, La famiglia Melrose
- Giampaolo Simi, Rosa elettrica
- Kumiko Kakehashi, Così triste cadere in battaglia
- Claude Lanzmann, Shoah
- Sacha Baron Cohen, Borat
- Fred Vargas, L'uomo dei cerchi azzurri
- Gigi Proietti, Gigi Proietti Show
- Stephen Wright, Amalgamation Polka
- Marc Behm, L'Occhio che guarda
- Errico Buonanno, L'accademia Pessoa
- James Kakalios, La fisica dei supereroi
- Mike Davis, Breve storia dell'autobomba
- Paolo Crepet, Mario Botta, Giuseppe Zois, Dove abitano le emozioni
- Jean-Patrick Manchette, Principessa di sangue
- Iris Bahr, Stupida puttana
- Sue Kaufman, Diario di una casalinga disperata
- Marek Krajewski, Morte a Breslavia
- Joe R. Lansdale, Mucho Mojo
- Giancarlo De Cataldo, Nelle mani giuste
- Christopher Hitchens, Dio non è grande
- Walter Mosley, Volevo uccidere Johnny Fry
- Beppe Sebaste, H.P. L'ultimo autista di Lady Diana
- Antonio Manzini, La giostra dei criceti
- Ian Buruma, Assassinio a Amsterdam
- Joseph Wambaugh, Hollywood Station
- John Mitchinson, John Lloyd, Il libro dell'ignoranza
- Moni Ovadia, Lavoratori di tutto il mondo, ridete
- Massimo Carlotto, Francesco Abate, Mi fido di te
- Giampiero Rigosi, L'ora dell'incontro
- Virginie Despentes, King Kong Girl
- Spiro Zavos, L'arte del rugby
- Riccardo Iacona, Racconti d'Italia
- Gino Castaldo, Ernesto Assante, 33 dischi senza i quali non si può vivere
- Kenneth J. Harvey, Dentro
- Marco Philopat, La banda Bellini
- Julie Myerson, Storia di te
- Behzad Yaghmaian, Abbracciando l'infedele
- Carlo Lucarelli, Almost Blue
- Carlo Lucarelli, Piazza Fontana
- Wu Ming, Manituana
- Steve Monroe, Chicago, 1946
- Grace Paley, L'importanza di non capire tutto
- Fred Vargas, Nei boschi eterni
- Wataya Risa, Solo con gli occhi
- Vitaliano Trevisan, Il ponte
- Zoe Trope, Scusate se ho quindici anni
- Jean-Patrick Manchette, Fatale
- Pierfrancesco Pacoda, Claudio Coccoluto, Io, dj
- Thomas Pynchon, Un lento apprendistato
- AA.VV., Omissis
- Loriano Macchiavelli, Passato, presente e chissà
- Xavier-Marie Bonnot, La prima impronta
- Vitaliano Trevisan, I quindicimila passi
- David Foster Wallace, Brevi interviste con uomini schifosi
- Letizia Muratori, La vita in comune
- John Fante, La grande fame
- Giampiero Rigosi, Notturno bus
- Luciano Ligabue, Parole e canzoni
- Michael Gregorio, I giorni dell'espiazione

2008
- AA.VV., Totò è sempre Totò
- Carlo Lucarelli, Storie di bande criminali, di mafie e di persone oneste
- Gino Castaldo, Il buio, il fuoco, il desiderio
- David Foster Wallace, La scopa del sistema
- Matt Haig, Il club dei padri estinti
- Marco Paolini, Vajont, 9 ottobre '63
- John Fante, 1933. Un anno terribile
- Amy Bloom, Per sempre lontano
- Gualtiero Peirce, Il Signore è grande e non si può disegnare
- James Crumley, Il caso sbagliato
- Delacorta, Nanà
- Will Eisner, New York
- Paolo Crepet, A una donna tradita
- Adam Braver, Dallas, 22 novembre 1963
- Min Jin Lee, Amori e pregiudizio
- Tommaso Pincio, Cinacittà
- François Bégaudeau, La classe
- Melanie Abrams, Il gioco
- Roberto Benigni, Il mio Dante
- Antonio Moresco, Lettere a nessuno
- Walter Mosley, Little Scarlet
- Fred Vargas, L'uomo a rovescio
- Graziano Diana, Demonio
- Mary Roach, Godere
- Fred Vargas, Sotto i venti di Nettuno
- Fred Vargas, Un po' più in là sulla destra
- Elmore Leonard, Tutti i racconti western
- Carlo Lucarelli, Mistero in blu
- Carlo Lucarelli, Il giorno del lupo
- Alix Kates Shulman, Memorie di una reginetta di provincia
- Michel Faber, La pioggia deve cadere
- Eraldo Baldini, Come il lupo
- Norman Mailer, Il castello nella foresta
- Loriano Macchiavelli, Sarti Antonio: un diavolo per capello
- Girolamo De Michele, La visione del cieco
- Anne Holt, Quello che ti meriti
- Massimo Carlotto, Gianrico Carofiglio, Sandrone Dazieri, Giancarlo De Cataldo, Diego De Silva, Giorgio Faletti, Marcello Fois, Carlo Lucarelli, Loriano Macchiavelli, Giampaolo Simi, Wu Ming, Crimini italiani
- AA.VV., Tutto il meglio di Carosello
- Edward Bunker, Stark
- Claudio Canepari, Piergiorgio Di Cara, Salvo Palazzolo, Scacco al re
- Joe R. Lansdale, Tramonto e polvere
- Chiara Strazzulla, Gli eroi del crepuscolo
- Eraldo Baldini, Alessandro Fabbri, Quell'estate di sangue e di luna
- Carlo Lucarelli, Un giorno dopo l'altro
- Richard Lange, Come morti
- Su Tong, Vite di donne
- Valerio Evangelisti, Black Flag
- Moni Ovadia, Vai a te stesso
- Moni Ovadia, L'ebreo che ride
- Wu Ming 2, Guerra agli umani
- Thierry Jonquet, Tarantola
- Wu Ming 4, Stella del mattino
- Sam Savage, Firmino
- Stef Penney, La tenerezza dei lupi
- Craig Davidson, Ruggine e ossa
- Christopher Hitchens, Consigli a un giovane ribelle
- Marek Krajewski, La fine del mondo a Breslavia
- Francesco Abate, Così si dice
- Don Winslow, L'inverno di Frankie Machine
- Alan Weisman, Il mondo senza di noi
- Marco Paolini, Il Sergente
- Catherine Townsend, Io non dormo da sola
- Tova Reich, Il mio Olocausto
- Philippe Garrel, Les amants réguliers
- Joe R. Lansdale, La notte del Drive-in 3
- Aldo Nove, Puerto Plata Market
- John Fante, A ovest di Roma
- Vincenzo Mollica, Favoletta ristretta si fa leggere in fretta
- Marco Lodoli, Silvia Bre, Snack Bar Budapest
- Giancarlo De Cataldo, Onora il padre
- Carson McCullers, Il cuore è un cacciatore solitario
- Raymond Carver, Il mestiere di scrivere
- Carlo Lucarelli, L'ottava vibrazione
- Giovanni Bianconi, Eseguendo la sentenza
- Jonny Geller, Sì, ma va bene per gli ebrei?
- Mark Jacobson, American Gangster

2009
- Fred Vargas, Scorre la Senna
- AA.VV., Villaggio
- Errico Buonanno, Sarà vero
- Elmore Leonard, Su nella stanza di Honey
- Jon Ronson, L'uomo che fissa le capre
- Marco Paolini, Il Milione
- Lisa Sanders, Ogni paziente racconta la sua storia
- Wu Ming, Altai
- Will Eisner, Life, in Pictures
- Carlo Lucarelli, Marco Bolognesi, Protocollo
- John Fante, Full of Life
- Niccolò Ammaniti, Che la festa cominci
- Mimmo Gangemi, Il giudice meschino
- Anne Holt, La porta chiusa
- Paolo Crepet, Sfamiglia
- Angela Del Fabbro, Vi perdono
- Matt Haig, Il patto dei Labrador
- AA.VV., Io mi ricordo
- Elmore Leonard, Killshot
- Sam Savage, Il lamento del bradipo
- David Foster Wallace, Questa è l'acqua
- Steve Toltz, Una parte del tutto
- Giulia Blasi, Nudo d'uomo con calzino
- Mark McCrum, Il viaggiatore maldestro
- Don Winslow, Il potere del cane
- Lorenzo Mattotti, Fuochi
- Chiara Strazzulla, La Strada che scende nell'Ombra
- Alessandro Cannevale, La Foglia Grigia
- Dario Fo, Manuale minimo dell'attore
- Marco Paolini, Daniele Del Giudice, I-TIGI. Racconto per Ustica
- Carlo Lucarelli, L'isola dell'Angelo Caduto
- Carlo Lucarelli, Falange armata
- Carlo Lucarelli, Guernica
- Carlo Lucarelli, Lupo mannaro
- Simona Vinci, Dei bambini non si sa niente
- Josh Bazell, Vedi di non morire
- Carlo Lucarelli, La faccia nascosta della luna
- Adam Mars-Jones, Vita e opinioni di John Cromer
- Giorgio Falco, L'ubicazione del bene
- John Mitchinson, John Lloyd, Il libro dell'ignoranza sugli animali
- Loriano Macchiavelli, Sarti Antonio: caccia tragica
- Geoff Dyer, Amore a Venezia. Morte a Varanasi
- Jason Goodwin, Il ritratto Bellini
- AA.VV., Alberto Sordi presenta Albertone
- Daniel Bergner, Il lato oscuro del desiderio
- Rosella Postorino, L'estate che perdemmo Dio
- Chris Killen, La casa degli amanti indecisi
- Antonio Pascale, Ritorno alla città distratta
- Marek Krajewski, Fortezza Breslavia
- Joseph Wambaugh, Il campo di cipolle
- Blueangy, Come fare del bene agli uomini
- Edward Bunker, Mia è la vendetta
- Anne Holt, Non deve accadere
- Giancarlo De Cataldo, Mimmo Rafele, La forma della paura
- Carlo Lucarelli, G8
- Carson McCullers, Riflessi in un occhio d'oro
- Franco Marcoaldi, Viaggio al centro della provincia
- Vitaliano Trevisan, Grotteschi e Arabeschi
- Fred Vargas, Un luogo incerto
- Charlie Newton, Calumet City
- Susan Pinker, Il paradosso dei sessi
- Francesca Di Martino, Quelle stanze piene di vento
- Wu Ming, New Italian Epic
- Ugo Riccarelli, Stramonio
- Giampiero Mughini, La collezione
- Ayse Onal, Delitti d'onore
- Carlo Bonini, Acab
- Alice McDermott, Dopo tutto questo
- Zachary Lazar, Sway

2010
- Giovanni Negri, Il sangue di Montalcino
- Art Spiegelman, BE A NOSE!
- Rebecca Connell, L'arte di dirsi addio
- Fabio Calenda, La porta del tempo
- Ed McBain, L'universo del crimine
- Elmore Leonard, Out of Sight
- David Foster Wallace, Brevi interviste con uomini schifosi
- Paolo Crepet, Un'anima divisa
- Matt Haig, La famiglia Radley
- Lauren McLaughlin, Quattro giorni per liberarmi di Jack
- Don Winslow, La lingua del fuoco
- Luigi Garlando, Buuu
- Pete Dexter, Così si muore a God's Pocket
- John Fante, Bravo, burro!
- Aldo Nove, La vita oscena
- Helene Hegeman, Roadkill
- Niccolò Ammaniti, Io e te
- Giancarlo De Cataldo, I traditori
- Melissa P., Tre
- Joseph Wambaugh, Hollywood Crows
- Thomas Cobb, Crazy Heart
- Pete Dexter, Spooner
- Francesco Abate, Saverio Mastrofranco, Chiedo scusa
- Sergio Chiamparino, La sfida
- Carlo Lucarelli, I veleni del crimine
- Anne Holt, La vendetta
- Ascanio Celestini, La pecora nera
- Fred Vargas, Baudoin, I quattro fiumi
- Sophie Bassignac, Gli acquari luminosi
- Julián Sánchez, L'antiquario
- AA.VV., Perché siamo infelici
- Rebecca James, Beautiful Malice
- AA.VV., TOGNAZZI
- Roger Smith, Sangue misto
- Scott Westerfeld, Leviathan
- Loriano Macchiavelli, Strage
- Jonathan Nossiter, Le vie del vino
- Giacomo Papi, È facile ricominciare a fumare
- Michael Gregorio, Luminosa tenebra
- Giancarlo De Cataldo, Il padre e lo straniero
- Wu Ming, Previsioni del tempo
- Anne Holt, La dea cieca
- Paolo Villaggio, Fantozzi totale
- Piero Colaprico, Carlo Lucarelli, Valeria Parrella, Roberto Saviano, Simona Vinci, Wu Ming, Sei fuori posto
- Elmore Leonard, Road Dogs
- Giulio Laurenti, Suerte
- Antonella Lattanzi, Devozione
- Julie Myerson, Il figlio perduto
- Fred Vargas, Prima di morire addio
- Roberto Saviano, La parola contro la camorra
- Gianni Amelio, Un film che si chiama desiderio
- Don Winslow, La pattuglia dell'alba
- Connie Fletcher, Sulla scena del crimine
- Walter Mosley, Un bacio alla cannella
- Anders Roslund, Börge Hellström, Tre secondi
- Adam Haslett, Union Atlantic
- David Bainbridge, Adolescenti
- Roan Johnson, Prove di felicità a Roma Est
- James Crumley, La cattiva strada
- Luther Blissett, Q
- François Bégaudeau, Verso la dolcezza
- Remo Bodei, Roberta De Monticelli, Giovanni Reale, Aldo Schiavone, Emanuele Severino, Vito Mancuso, Che cosa vuol dire morire
- Valerio Evangelisti, Metallo urlante
- Francesco Cascini, Storia di un giudice
- Art Spiegelman, Maus
- Moni Ovadia, Gianni Di Santo, Il conto dell'Ultima Cena

2011
- Alice McDermott, Il nostro caro Billy
- Elmore Leonard, Lo sconosciuto n. 89
- Wu Ming, Anatra all'arancia meccanica
- Antonin Varenne, Sezione Suicidi
- Alex Bellos, Il meraviglioso mondo dei numeri
- Thomas Pynchon, Vizio di forma
- Mimmo Gangemi, La signora di Ellis Island
- Alessandro Barbano, Dove andremo a finire
- Fred Vargas, Critica dell'ansia pura
- Mariapia Veladiano, La vita accanto
- Antonio Albanese, Piero Guerrera, Cchiù pilu pe' tutti
- Andre Agassi, Open

2012-2021